# Timo Leuders
Timo Leuders (* 1968 in Dortmund) ist ein deutscher Mathematikdidaktiker und Hochschullehrer an der PH Freiburg.
Leuders studierte 1988 bis 1994 an der Technischen Universität Dortmund Physik, Mathematik und Musik. Er erhielt 1994 das Diplom in Physik und war von 1994 bis 1998 Wissenschaftlicher Mitarbeiter am Lehrstuhl Theoretische Physik I (Theorie der kondensierten Materie). 1995 legte er das Erste Staatsexamen und 1997 das Zweite Staatsexamen in Physik und Mathematik ab. 1998 erfolgte die Promotion in der Theoretischen Physik zu Methoden der Störungstheorie in hochkorrelierten Vielteilchensystemen. Von 1998 bis 2001 war er Lehrer am Vestischen Gymnasium Bottrop-Kirchhellen und 2002/03 Wissenschaftlicher Referent am Landesinstitut für Schulentwicklung für Mathematik/Naturwissenschaften. 2004 wurde er zum Professor für Mathematik und ihre Didaktik an die Pädagogische Hochschule Freiburg berufen, 2008/09 dort Leiter des Instituts für Mathematik, Informatik und ihre Didaktiken. Seit 2009 ist er Prorektor für Forschung an der Pädagogischen Hochschule Freiburg, seit 2018 Mitglied im Direktorium der Freiburger School of Education FACE, seit 2021 Mitglied der Arbeitsgruppe Science Education in der ALLEA (European Federation of Academies of Sciences and Humanities).

## Schriften
- (Hrsg.): Fachdidaktik: Mathematik-Didaktik – Praxishandbuch für die Sekundarstufe I und II, 8. Auflage, Cornelsen, 2003, ISBN 978-3-589-21695-6. (weitere Auflagen durch Bärbel Barzel)
- Qualität im Mathematikunterricht in der Sekundarstufe I und II, Cornelsen Scriptor, 2005
- mit Andreas Büchter: Mathematikaufgaben selbst entwickeln: Lernen fördern-Leistung überprüfen, 7. Aufl., Cornelsen Scriptor, 2016, ISBN 978-3-589-16053-2.
- Erlebnis Algebra: zum aktiven Entdecken und selbstständigen Erarbeiten, Springer, 2016, ISBN 978-3-662-46296-6.
- Kognitive Aktivierung im Mathematikunterricht. In: Unterrichtswissenschaft 39 (3), 2011, S. 213–230.
- mit Benjamin Fauth: Kognitive Aktivierung im Unterricht, LS, Leinfelden-Echterdingen, 2018, ISBN 978-3-944346-27-4
- (Mithrsg.): Fachmethodik: Mathematik-Methodik: Handbuch für die Sekundarstufe I und II, 11. Auflage, Cornelsen 2018, ISBN 978-3-589-22378-7.
- (Mithrsg.): Pädagogische Professionalität in Mathematik und Naturwissenschaften, Springer 2019, ISBN 978-3-658-08643-5.

## Einzelbelege
1. ↑  Timo Leuders – School of Education FACE. Abgerufen am 14. November 2022.
2. ↑  Science Education - ALLEA. Abgerufen am 15. November 2022 (amerikanisches Englisch).

| Personendaten    | Personendaten                  |
| ---------------- | ------------------------------ |
| NAME             | Leuders, Timo                  |
| KURZBESCHREIBUNG | deutscher Mathematikdidaktiker |
| GEBURTSDATUM     | 1968                           |
| GEBURTSORT       | Dortmund                       |